# Nova Methodus pro Maximis et Minimis

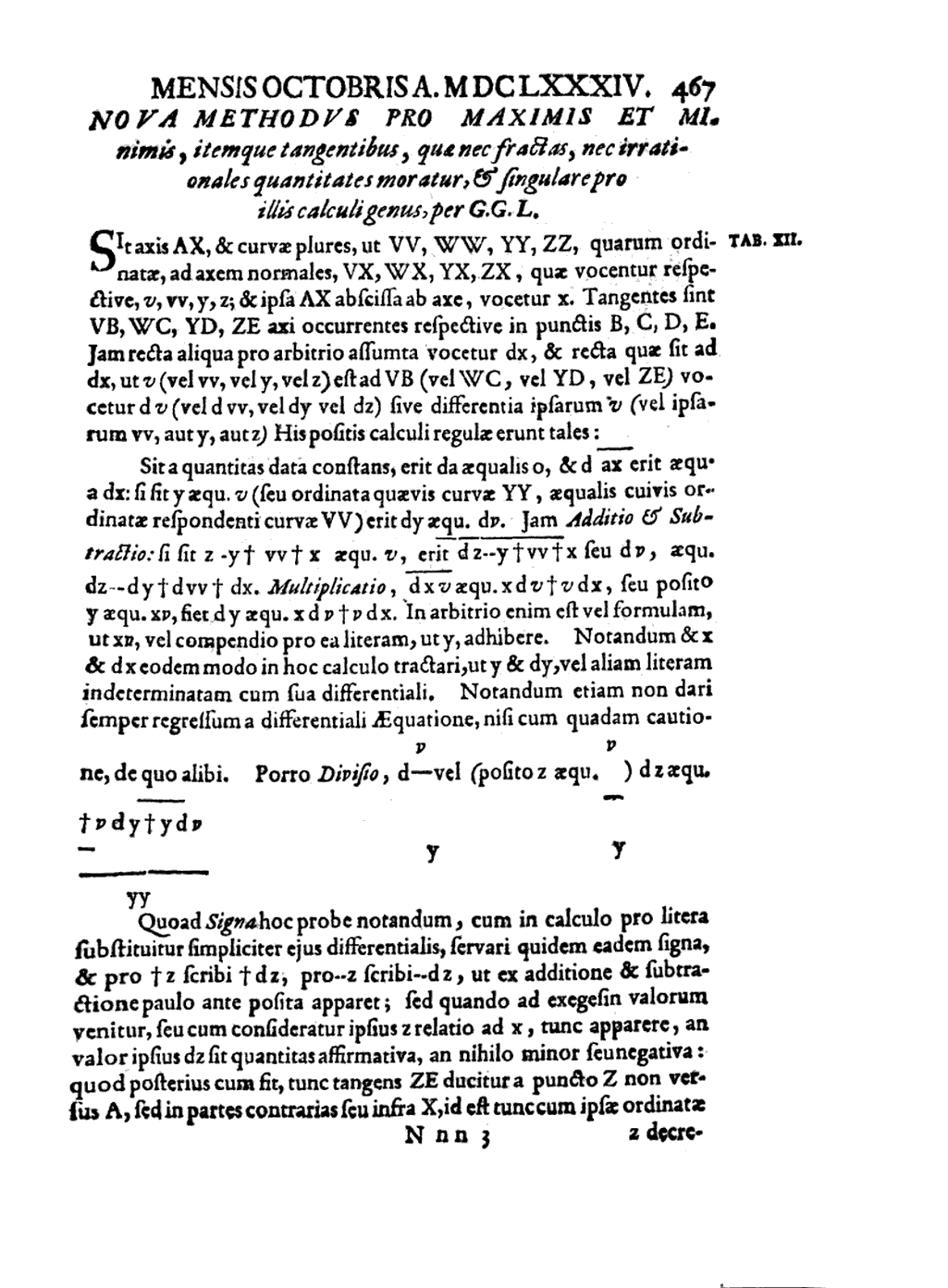
Первая страница «Nova Methodus pro Maximis et Minimis», Acta Eruditorum, октябрь 1684 года

Новый метод максимумов и минимумов (лат. Nova Methodus pro Maximis et Minimis) — первая изданная работа по математическому анализу. Она была опубликована Готфридом Лейбницем в немецком научном журнале «Acta Eruditorum» в октябре 1684 года. Считается, что эта работа положила начало исчислению бесконечно малых.
Полное название работы: «лат. Nova methodus pro maximis et minimis, itemque tangentibus, quae nec fractas nec irrationales quantitates moratur, et singlee pro illis calculi genus». На русский язык его можно перевести как «Новый метод нахождения максимумов и минимумов, а также касательных, которому не служат помехой ни дробные, ни иррациональные количества, и особый для этого род исчисления». Именно от этого наименования одна из отраслей математики получила название исчисления.
Хотя исчисление было независимо изобретено Исааком Ньютоном, большая часть обозначений в современном исчислении принадлежит Лейбницу. Пристальное внимание Лейбница к своим обозначениям заставляет некоторых полагать, что «его вклад в исчисление был гораздо более влиятельным, чем вклад Ньютона».